# 보광 (촉한)
보광(輔匡, ? ~ ? )은 중국 촉한의 정치가이다.